# San Jeronimito
San Jeronimito es una localidad del estado mexicano de Guerrero. Es parte del municipio de Petatlán.

## Toponimia
El nombre «San Jeronimito» hace referencia al santo patrono de la localidad: Jerónimo de Estridón.

## Demografía
| Gráfica de evolución demográfica |
|                                  |

| Censo | Población |
| ----- | --------- |
| 1940  | 991       |
| 1950  | 1 367     |
| 1960  | 1 581     |
| 1970  | 1 970     |
| 1980  | 3 419     |
| 1990  | 5 654     |
| 2000  | 6 074     |
| 2010  | 6 830     |
| 2020  | 6 993     |